# Якин, Александр Владимирович
Алекса́ндр Влади́мирович Я́кин (род. 8 июня 1990, Чехов, Московская область, СССР) — российский актёр театра и кино, ведущий передачи «Идём в кино!» на канале «Карусель». Стал известным после ролей Ромы Букина в телесериале «Счастливы вместе» и Вани Смирнова в телесериале «Восьмидесятые».

## Биография
Родился 8 июня 1990 года в городе Чехове Московской области.
В 2007 году окончил среднюю школу в селе Троицкое Чеховского района Московской области. В 2012 году окончил актёрский факультет РАТИ (ГИТИС) (курс Владимира Андреева).
С 2012 года — актёр в Театре наций.
С 6 сентября 2014 года — ведущий передачи «Идём в кино!» на телеканале «Карусель».
Зимой 2015/2016 годов женился на своей однокурснице, актрисе Анне Зайцевой.

## Творческая деятельность

### Фильмография
| Год       |     | Название                           | Роль                                      |
| --------- | --- | ---------------------------------- | ----------------------------------------- |
| 2000      | кор | Профессия — спасатель              | Имя персонажа не указано                  |
| 2002      | ф   | Ковчег                             | Имя персонажа не указано                  |
| 2002      | ф   | Повелитель луж                     | Имя персонажа не указано                  |
| 2005      | ф   | Парниковый эффект                  | Эрнест «Немой»                            |
| 2006      | кор | Клюквенные поля навсегда           | Вовка                                     |
| 2006      | с   | Герой нашего времени               | слепой мальчик-контрабандист              |
| 2006—2013 | с   | Счастливы вместе                   | Рома Букин                                |
| 2007      | с   | Квартирный вопрос                  | Имя персонажа не указано                  |
| 2009      | с   | Универ (эпизод «Счастливы вместе») | Рома Букин, самозваный брат Саши Сергеева |
| 2012      | с   | Прокурорская проверка              | Имя персонажа не указано                  |
| 2012—2016 | с   | Восьмидесятые                      | Ваня Смирнов                              |
| 2013      | с   | Трое в Коми (9-я серия)            | Данила, сын Марии                         |
| 2014      | мф  | Кот Гром и заколдованный дом       | Кот Гром (дубляж)                         |
| 2017      | с   | Физрук                             | Саша, владелец бани                       |
| 2019      | с   | Короче                             | Толик                                     |
| 2023      | с   | Букины                             | Рома Букин                                |
| 2023      | с   | Трепачи                            | Анатолий Адвокатов                        |

### Театральные работы

#### Театр наций
- 2012 — «Триумф любви[4]» (по комедии Пьера Карле де Мариво, режиссёр Галин Стоев) — Арлекин, слуга Гермократа
- 2013 — «Укрощение строптивой[5]» (по пьесе Уильяма Шекспира, режиссёр Роман Феодори) — Рядовой в роли Грумио, претендующий на роль Петруччо
- 2015 — «Идиот»[6] (по мотивам романа «Идиот» Фёдора Достоевского, режиссёр Максим Диденко) — Парфён Рогожин
- 2016 — «Осторожно, эльфы!»[7] (интерактивный спектакль для детей с элементами театра теней, режиссёры Мария Литвинова, Вячеслав Игнатов) — Первый эльфолог
- 2017 — «Грозагроза»[8] (по пьесе Александра Островского «Гроза», режиссёр Евгений Марчелли) — Ваня Кудряш
- 2020 — «Страсти по Фоме»[9] (по повести Фёдора Достоевского «Село Степанчиково и его обитатели», режиссёр Евгений Марчелли) — Фалалей, Илюша
- 2021 — «Левша[10]» (по одноимённой повести Николая Лескова, режиссёр Максим Диденко) — Левша